# Księgarnia Black Books
Księgarnia Black Books – brytyjski sitcom, emitowany po raz pierwszy w latach 2000–2004 na antenie telewizji Channel 4. Wyprodukowano trzy serie po 6 odcinków, co daje łącznie 18 epizodów. Twórcami fabuły i głównymi scenarzystami byli dwaj irlandzcy komicy: Graham Linehan i Dylan Moran. Ten ostatni wcielał się również w rolę głównego bohatera.  
Serial był dwukrotnie nagradzany Nagrodą Telewizyjną BAFTA w kategorii Najlepsza Komedia Sytuacyjna. Otrzymał także Brązową Różę na festiwalu telewizyjnym w Montreux w 2001 roku.

## Fabuła
Serial opowiada o zawikłanym życiu Bernarda Blacka, Irlandczyka prowadzącego niewielką księgarnię (o nazwie Black Books, stąd tytuł) w Londynie. Bernard jest osobą wyjątkowo nieprzystosowaną społecznie: nie lubi ogromnej większości ludzi i traktuje ich bardzo źle. Jest nieuprzejmy i bardzo łatwo wpada w złość. Do tego jest bałaganiarzem i chętnie zagląda do kieliszka. W księgarni pomaga mu były księgowy Manny. Najlepszą przyjaciółką Bernarda jest nieco neurotyczna Fran, prowadząca sąsiedni sklep z upominkami (w serii 1, później sklep bankrutuje i Fran jest bezrobotna). 

## Obsada
- Dylan Moran jako Bernard
- Bill Bailey jako Manny
- Tamsin Greig jako Fran